# Håvard Tvedten
Håvard Tvedten (* 19. Juni 1978 in Flekkefjord, Norwegen) ist ein ehemaliger norwegischer Handballspieler. Seine Körperlänge beträgt 1,83 m. 
Tvedten, der zuletzt für den dänischen Verein Aalborg Håndbold spielte und für die norwegische Männer-Handballnationalmannschaft auflief, wurde meist auf Linksaußen eingesetzt. 
Håvard Tvedten debütierte für Stord IL in der zweiten norwegischen Liga und stieg mit den Männern aus dem Hordaland später in die erste Liga auf. 2002 wechselte er zum dänischen Erstligisten AaB Håndbold nach Aalborg, wo er vier Jahre blieb. 2006 zog er weiter zu BM Ciudad de Logroño in die spanische Liga ASOBAL. Ab 2008 lief Tvedten für BM Valladolid auf, mit dem er 2009 den Europapokal der Pokalsieger gewann. Ab dem Sommer 2011 spielte Tvedten beim dänischen Erstligisten Aalborg Håndbold. Mit Aalborg gewann er 2013 die Meisterschaft. Im Dezember 2013 verlängerte er seinen Vertrag bis 2016. Nach Vertragsende beendete er seine aktive Karriere.
Håvard Tvedten bestritt 208 Länderspiele für die norwegische Männer-Handballnationalmannschaft. Seine größten Erfolge mit Norwegen waren der siebte Platz bei der Weltmeisterschaft 2005 und der sechste Rang bei der Europameisterschaft 2008 im eigenen Land. Bei der Weltmeisterschaft 2011 wurde Tvedten als bester Linksaußen in das Allstar-Team gewählt, obwohl er mit seinem Team nur den neunten Platz belegte.
Für die Hilfsorganisation Right to Play engagiert sich Tvedten u. a. in Palästina.